# 입장거봉포도휴게소
입장거봉포도휴게소(笠場巨峰葡萄休憩所, Ipjang Geobong Podo Service Area)는 충청남도 천안시 서북구 입장면에 위치한 경부고속도로의 고속도로 휴게소이다. 서울 방향에만 휴게소가 존재한다. 개장 당시 명칭은 입장휴게소였으나, 2019년 11월 26일에 현재의 입장거봉포도휴게소로 명칭이 변경되었다.

## 시설
- 화장실
- 정유소 : EX-OIL, SK가스(LPG)
- 식당
- 주차장
- 현금 자동 입출금기
- 전기차충전소
- 수소충전소

## 다음 휴게소
상행선
- 경부고속도로 서울방향 안성휴게소 15km
- 평택제천고속도로 평택방향 평택휴게소 30km
- 평택제천고속도로 제천방향 안성맞춤휴게소 26km

## 전후
- 북천안 나들목→입장거봉포도휴게소→안성 나들목
- 천안삼거리휴게소→입장거봉포도휴게소→안성휴게소